# Florence Quentin
Pour les articles homonymes, voir Florence Quentin (égyptologue) et Quentin (homonymie).
Florence Quentin est une scénariste, réalisatrice et productrice française née le 5 septembre 1946 à Bort-les-Orgues (Corrèze). Elle est l'épouse du peintre et sculpteur Bernard Quentin.

## Biographie
Florence Quentin débute dans les films publicitaires avant d'être finalement la scénariste engagée par Étienne Chatiliez, en 1980. Son premier scénario est celui du film La vie est un long fleuve tranquille, pour lequel elle remporte le César du meilleur scénario original. Ils enchaînent avec Tatie Danielle en 1990, et Le bonheur est dans le pré en 1994.
Pour TF1, elle est de 1992 à 1994 conseillère artistique. C'est alors que sa collaboration avec Étienne Chatiliez s’interrompt (elle la reprendra en écrivant le scenario de l'Oncle Charles en 2012 : un échec commercial avec 295 669 spectateurs, plus faible taux de fréquentation en salles du public pour Chatiliez1.2). Elle scénarise La Fille de l'air en 1992 et XXL en 1997.
Elle se lance alors dans la réalisation en 2001 avec le film J'ai faim !!!.
Elle fait actuellement partie de la compagnie Artmedia, son agent est Bertrand de Labbey.

## Filmographie

### En tant que scénariste
- 1988 : La vie est un long fleuve tranquille
- 1990 : Tatie Danielle
- 1992 : La Fille de l'air
- 1995 : Le bonheur est dans le pré
- 1997 : XXL
- 2001 : J'ai faim !!!
- 2003 : Je reste!
- 2005 : Olé !
- 2008 : Leur morale... et la nôtre
- 2012 : L'Oncle Charles
- 2017 : Bonne Pomme

### En tant que réalisatrice
- 2001 : J'ai faim !!!
- 2005 : Olé !
- 2008 : Leur morale... et la nôtre
- 2017 : Bonne Pomme

### En tant que productrice

#### Années 1980
- 1983 : À nos amours
- 1984 : Sauvage et Beau
- 1988 : La vie est un long fleuve tranquille

#### Années 1990
- 1992 : À demain

### En tant qu'actrice
- 2012 : L'Oncle Charles : Louise Radiguet

## Distinctions
- 1989 : César du meilleur scénario original pour La vie est un long fleuve tranquille
- 1996 : Nomination au César du meilleur scénario original pour Le bonheur est dans le pré